# Brithura brulleana
Brithura brulleana är en tvåvingeart som först beskrevs av Alexander 1971.  Brithura brulleana ingår i släktet Brithura och familjen storharkrankar. Inga underarter finns listade i Catalogue of Life.